# Arblada lo Baish
Arblada lo Baish (en francès Arblade-le-Bas) és un municipi francès situat al departament del Gers i a la regió d'Occitània.

## Geografia

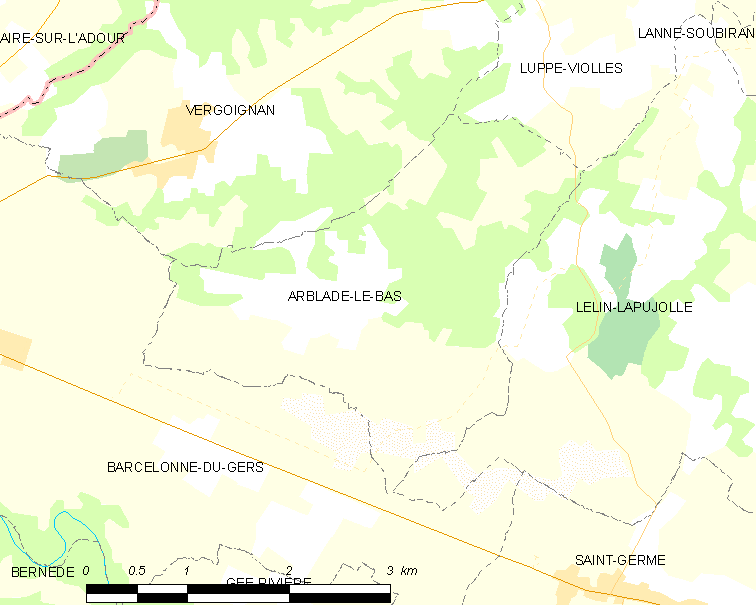
Mapa de la comuna de Arblada lo Baish

## Administració i política
Alcaldes
| Període | Identitat           | Partit        |
| ------- | ------------------- | ------------- |
| 2001-   | Jean-Claude Leblond | Divers gauche |

## Demografia
| 1962                                       | 1968 | 1975 | 1982 | 1990 | 1999 | 2006 |
| ------------------------------------------ | ---- | ---- | ---- | ---- | ---- | ---- |
| 95                                         | 99   | 106  | 107  | 111  | 109  | 124  |
| Des de 1962: població sense dobles comptes |      |      |      |      |      |      |